# 手术室

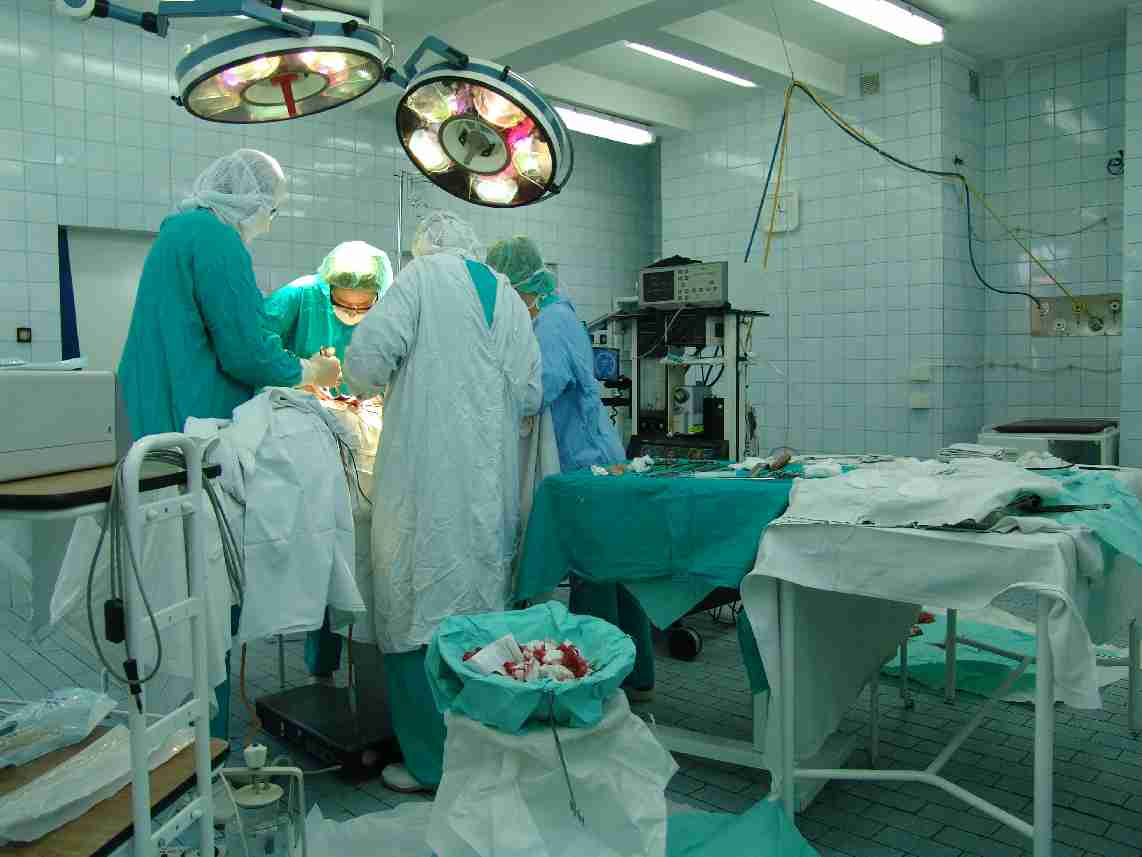
一间临时手术室内部。

手术室（英文：operating room，簡稱：OR），又稱開刀房，指医院中提供无菌环境以实施外科手术的場所。進入手術室，需要穿著手術服、口罩、髮帽、鞋套或手術室專用鞋；刷手護理師、主刀醫師、外科助手，還需要進行刷手並穿著無菌手術衣。

## 手术室设施
手术室通常至少包含以下设施：
- 通风过滤除菌装置
- 手术照明灯（無影燈）
- 供电设施
- 水源和防火设施
- 温度调节设备
- 歐氏器械桌
- 麻醉設備
- 呼吸器
- 心電圖
- 手術器械
- 抽吸
- 電刀[5]

## 手術室人員
手術室的人員主要分為手術團隊與麻醉團隊两部分，前者负责手术的实际运行，后者负责维持患者的麻醉状态和生命体征。

### 手術團隊
- 主刀醫師：負責動刀的手术医师。
- 外科助手：協助主刀醫師操作器械的助手，可以是醫師也可以是護理師，人数可能超过一个。
- 刷手護理師：负责在手术台边即时提供主刀醫師、外科助手需要的器械和药剂。
- 流動護理師：在手术室内外走动拿取刷手護理師所需的器械，并负责計數器械和联系其他医疗團隊（如放射科和病理科）[6][7]。

### 麻醉團隊
- 麻醉醫師：負責插管、麻醉、給予藥物和監控生命徵象。
- 麻醉護理師：協助麻醉醫師。

### 其他
- 手术技术员：协助手术过程的医疗相关专业人员，负责特殊医疗器材（如医疗气体供应、电刀、内窥镜显示屏和光源、机器人等）的即时操作和故障排除，以及手术前后帮助转移病患的陪护工作和手术室的清洁工作。
- 灌注师：在心脏外科手术中负责维持体外膜氧合循环的专业人员。
- 医事放射师：负责在肝胆外科、骨外科、泌尿外科和血管外科手术中提供即时所需的放射摄影的技术员。